# Фон Хакке, Юлиан
Ю́лиан фон Ха́кке (нем. Julian von Haacke; 14 февраля 1994, Бремен, Германия) — немецкий футболист, центральный полузащитник клуба «Аустрия» Клагенфурт.

## Клубная карьера
В возрасте пяти лет Юлиан попал в футбольную школу почтового общества города Бремен. В 2005 году он перешёл в юношескую команду бременского «Униона», но уже через год оказался в молодёжном составе главной городской команды — «Вердера». Начиная с 2013 года он по возрасту переводится в старшую возрастную группу и был включён в заявку второй команды «Вердера» на выступление в северной Регионаллиге.
11 августа 2013 года фон Хакке дебютировал на профессиональном уровне в матче против клуба «Меппен», завершившемся поражением бременцев со счётом 1:0. 16 февраля 2014 года Юлиан впервые был включён в заявку основной команды на матч Бундеслиги против «Гамбурга», но так и не появился на поле. В дальнейшем он неоднократно включался в заявку на матчи «Вердера», но так и не сумел оформить свой дебют в высшей лиге немецкого футбола, ограничиваясь выступлениями за молодёжный состав.
30 июня 2016 года фон Хакке подписал контракт с нидерландским клубом НЕК сроком на три года. В первом же туре Эридивизи 5 августа 2016 года Юлиан сумел дебютировать за новый клуб, появившись на замену на 46 минуте матча против «Зволле», заменив Стефана Маука.